# Launceston Tennis International 2016
El torneo Launceston Tennis International 2016 es un torneo profesional de tenis. Pertenece al ATP Challenger Series 2016. Se disputará su 2ª edición sobre superficie dura, en Launceston, Australia entre el 1 al el 8 de enero de 2016.

## Jugadores participantes del cuadro de individuales
| Favorito | País                      | Jugador              | Rank1 | Posición en el torneo |
| -------- | ------------------------- | -------------------- | ----- | --------------------- |
| 1        | Bandera de Australia      | James Duckworth      | 129   | Baja                  |
| 2        | Bandera de Australia      | Jordan Thompson      | 143   | Primera ronda         |
| 3        | Bandera de la India       | Saketh Myneni        | 169   | Semifinales           |
| 4        | Bandera de Estados Unidos | Alexander Sarkissian | 176   | Segunda ronda         |
| 5        | Bandera de Italia         | Matteo Donati        | 181   | Primera ronda         |
| 6        | Bandera del Reino Unido   | Brydan Klein         | 189   | Primera ronda         |
| 7        | Bandera de Australia      | Luke Saville         | 191   | Semifinales           |
| 8        | Bandera de Kazajistán     | Andrey Golubev       | 204   | FINAL                 |
| 9        | Bandera de Francia        | Stéphane Robert      |       | Cuartos de final      |

- 1 Se ha tomado en cuenta el ranking del 18 de enero de 2016.

### Otros participantes
Los siguientes jugadores recibieron una invitación (wild card), por lo tanto ingresan directamente al cuadro principal (WC):
- Harry Bourchier
- Blake Mott
- Alexei Popyrin
- Max Purcell

Los siguientes jugadores ingresan al cuadro principal tras disputar el cuadro clasificatorio (Q):
- Thomas Fancutt
- Marc Polmans
- Jose Rubin Statham
- Stefanos Tsitsipas

## Campeones

### Individual Masculino
- Blake Mott derrotó en la final a  Andrey Golubev, 6–7(4) , 6–1 , 6–2

### Dobles Masculino
- Luke Saville /  Jordan Thompson derrotaron en la final a  Dayne Kelly /  Matt Reid, 6–1, 4–6, [13–11]